# Ceryx pygmula
Ceryx pygmula là một loài bướm đêm thuộc phân họ Arctiinae, họ Erebidae.